# Euagrotis nigrovittata
Euagrotis nigrovittata är en fjärilsart som beskrevs av Augustus Radcliffe Grote 1876. Euagrotis nigrovittata ingår i släktet Euagrotis och familjen nattflyn. Inga underarter finns listade i Catalogue of Life.